# Kyrksjön (Gunnarps socken, Halland)
Kyrksjön är en sjö i Falkenbergs kommun i Halland och ingår i Ätrans huvudavrinningsområde.